# جون كوري (لاعب كرة قدم)
جون كوري (بالإنجليزية: John Currie)‏ (7 أبريل 1939 في المملكة المتحدة - ) هو لاعب كرة قدم بريطاني في مركز نصف الجناح. لعب مع ليستر سيتي ونادي ريل ونادي تشستر سيتي ونادي ووركينغتون.